# Волтушова
Волтушова (пол. Wołtuszowa) — колишнє лемківське село Кросненського повіту Підкарпатського воєводства Республіки Польща. Розташоване на північних межах Лемківщини. Село було неподалік Риманова.

## Історія
Село під назвою Балутова (Baluthowa) було закріпачене за волоським правом у 1470 р. Андрієм Сєнєнським.
У 1890 р. в селі було 29 будинків і 169 жителів села: 145 греко-католиків, 5 римо-католиків і 10 юдеїв. У 1899 р. збудовано дерев'яну церкву Покрови Пресвятої Богородиці.
У 1936 р. в селі було 158 греко-католиків і 1 римо-католик. До 1945 р. в селі була дочірня греко-католицька церква парохії Дошно Риманівського деканату, до якої також входили Балутянка, Посада Горішня і Риманів-Здрій. Метричні книги провадились від 1785 р.
До 1945 року в селі було майже чисто лемківське населення. Після Другої світової війни частину лемків вивезли на Львівщину і Тернопільщину. Порожні хати спалили повстанці УПА, щоб не допустити заселення поляками, залишили тільки церкву. Але в 1953 р. поляки зруйнували церкву. В 1996 р. знелюднену територію приєднали до села Риманів-Здрій.

## Сучасність
Місце колишньої церкви позначає оточення старих лип. Неподалік знаходяться давні скульптури і цвинтар з кількома уцілілими кам'яними надгробками. Довкола збереглись підмурівки хат, сліди студень, рештки пивниць і старі здичавілі садові дерева.